# Partier fra det gamle København
Partier fra det gamle København er en dansk stumfilm fra 1917 med ukendt instruktør. Filmen er optaget om vinteren og viser forskellige steder i København, der på det tidspunkt typisk havde et århundrede eller mere på bagen. Mange af stederne findes stadig, men trafikken på gaderne og i kanalerne, der også ses i filmen, har til gengæld ændret sig kraftigt, siden filmen blev optaget.

## Handling
Filmen indledes med et portgennemgang, hvorefter man ser Rosenborg. Derefter klippes til Nørregade, hvor et sporvognstog på linje 5 passerer mellem Bispegården og Vor Frue Kirke. Derefter ses Nyhavn med Nyhavnsbroen og mange måger. Ved Slotsholmskanalen ses også mange måger, som en dreng fodrer, mens Nybrogade ses i baggrunden. Så følger søjlegangen ved Christiansborg Ridebane, hvor nogle drenge løber hen mod kameraet. Derefter følger Købmagergade mellem Regensen og Rundetårn og et par optagelser fra Slutterigade ved Københavns Domhus. Begge steder domineres trafikken af fodgængere, cyklister og trækvogne.
Der klippes til Sortedams Sø ved hjørnet af Østerbrogade og Sortedam Dossering, hvor en flok børn og voksne står og fodrer svaner. Så klippes til Slotsholmskanalen, hvor Nikolaj Kirke ses i baggrunden. En robåd sejler under Højbro, hvorefter man ser Frederiksholms Kanal, hvor en del skibe ligger ved kaj. Så klippes til Store Kongensgade ved Krokodillegade i Nyboder, hvor et sporvognstog på linje 1 og en hestevogn passerer. Efterfølgende klippes til Christianshavns Vold, hvor man ser udover Christianshavn med Vor Frelsers Kirke og Torvegade. Til slut ses Wildersgade Kaserne ved Christianshavns Kanal.

## Galleri
- Nyhavn med Nyhavnsbroen.
- Købmagergade ved Regensen.
- Slutterigade ved Domhuset.
- Fodring af svaner i Sortedams Sø.
- Linje 1 med to bivogne på Store Kongensgade.
- Wildersgade Kaserne ved Christianshavns Kanal.